# جمهورية القرم الاشتراكية السوفيتية
جمهورية القرم الاشتراكية السوفيتية (بالروسية: Крымская Социалистическая Советская Республика)‏    أو Крымская Советская Социалистическая Республика؛  Crimean Tatar) كانت دولة متحالفة مع روسيا السوفيتية وكانت موجودة في القرم لعدة أشهر في عام 1919 أثناء الحرب الأهلية الروسية. كانت الحكومة البلشفية الثانية في القرم وعاصمتها سيمفيروبول.

## الوصف
في أبريل 1919، غزا البلاشفة شبه جزيرة القرم للمرة الثانية (الأولى كانت في مارس 1918 وأدت إلى إنشاء جمهورية توريدا الاشتراكية السوفيتية قصيرة العمر). وبعد احتلال شبه جزيرة القرم (باستثناء شبه جزيرة كيرتش) من قِبل الجيش الأحمر الأوكراني الثالث، اعتمد مؤتمر لحزب القرم الإقليمي في سيمفيروبول في الفترة من 28 إلى 29 أبريل قرارًا بتشكيل جمهورية القرم الاشتراكية السوفيتية وحكومة لجنة ثورية.
بحلول 30 أبريل، كان البلاشفة قد احتلوا شبه الجزيرة بأكملها وفي 5 مايو، تم تشكيل الحكومة مع ديمتري إليش أوليانوف، شقيق فلاديمير لينين، كرئيس. في 1 يونيو، انضمت الجمهورية لاتحاد عسكري مع جمهوريات السوفيت في روسيا وأوكرانيا وليتوانيا وروسيا البيضاء ولاتفيا.
تم إعلان أن الجمهورية كيان غير وطني يقوم على المساواة بين جميع الجنسيات. تم تنفيذ تأميم الصناعة ومصادرة أراضي الملاك، والكولاك، والكنيسة. كانت جمهورية القرم أكثر ودية تجاه مصالح تتار القرم من جمهورية توريدا السابقة حيث سمحت للتتار اليساريين بشغل مناصب في الحكومة.
ابتداءً من أواخر شهر مايو، هدد جيش أنطون دينيكين التطوعي الأبيض، الذي كان يكتسب قوة، بالاستيلاء على شبه جزيرة القرم. في 18 يونيو، هبطت القوات البيضاء بقيادة ياكوف سلاشوف (оков Слащёв) في منطقة كوكتيبيل، ونتيجة لذلك، تم إجلاء سلطات جمهورية القرم الاشتراكية السوفيتية من شبه جزيرة القرم من 23 إلى 26 يونيو، وتولى البيض السيطرة على شبه الجزيرة. لم يكن لشبه جزيرة القرم حكومتها الخاصة مرة أخرى حتى تم تشكيل حكومة جنوب روسيا من قبل البيض في فبراير 1920.

## الحكومة السوفيتية
- رئيس المجلس - ديمتري أوليانوف
- مفوض الجيش والبحرية - بافل ديبنكو، قائد جيش القرم الأحمر
- مفوض الدعاية والإثارة - ألكسندرا كولونتاي
- مفوض الرعاية الصحية - ديمتري أوليانوف
- مفوص تنوير الشعب - إيفان نازوكين
- مفزض العدل - إبراهيم إبراهيموف
- مفوض زراعة الأرض - س. إدريسوف
- مفوض الشؤون الخارجية - س. ميميتوف